# Edificio Selfridges
El Edificio Selfridges es un edificio emblemático situado en Birmingham, Reino Unido. Forma parte del Centro Comercial Bullring y contiene los Grandes Almacenes Selfridges. Fue completado en 2003 con un coste de £60 millones y diseñado por la firma arquitectónica Future Systems. Tiene una estructura de acero y una fachada de hormigón pulverizado. Desde su construcción, el edificio se ha convertido en un edificio emblemático y se considera una contribución importante a la regeneración de Birmingham.

## Arquitectura

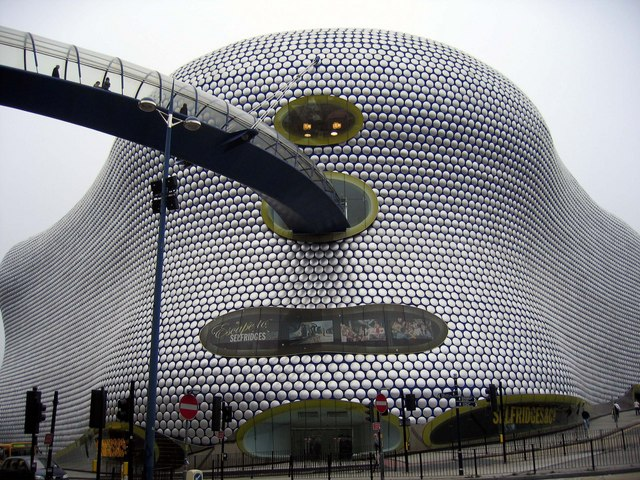
Edificio Selfridges

La firma arquitectónica Future Systems fue designada por Vittorio Radice, entonces jefe ejecutivo de Selfridges, para diseñar la tercera tienda de la empresa fuera de Londres. Aunque Selfridges estaba integrado físicamente en el Centro Comercial Bullring, la empresa quería un diseño distintivo que lo diferenciara el resto del proyecto y se convirtiera en un hito reconocible de la empresa. La fachada del edificio es curva, rodeando la esquina de Moor Street y Park Street. Se compone de 15000 discos de aluminio anodizado colocados sobre un fondo azul.

## Premios
- Premio de Arquitectura del RIBA 2004
- Premios de la Sociedad del Hormigón, Ganador Absoluto 2004
- Premios del Acero Estructural 2004
- Real Comisión de Bellas Artes, Innovación Comercial 2004
- Institution of Civil Engineers, Premio al Proyecto Ganador 2004
- Premios Civic Trust 2004
- Premios Retail Week, Destino Comercial del Año 2004

## Galería de imágenes

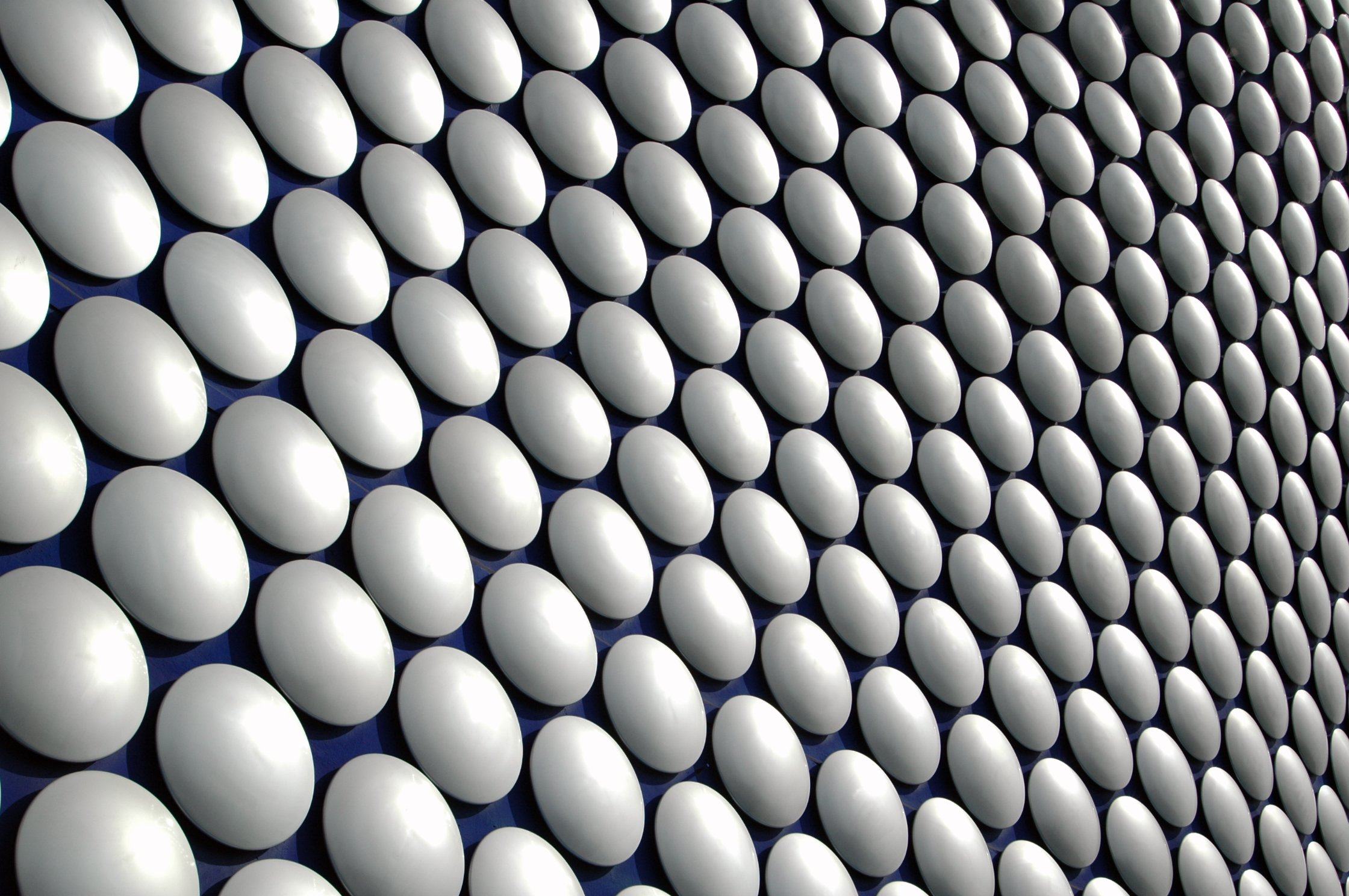
Detalle del revestimiento de discos de aluminio
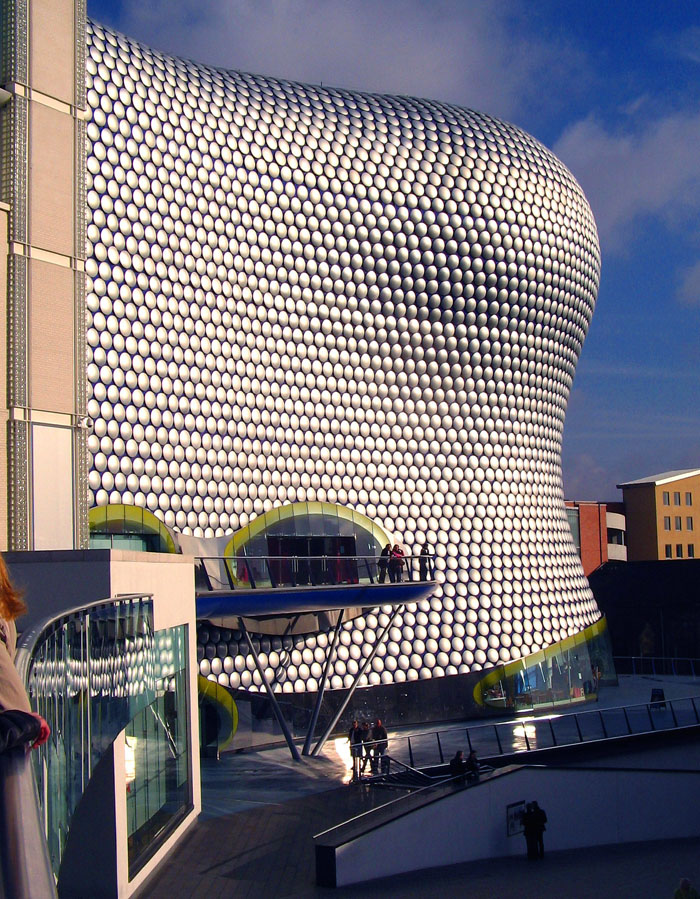
Vista desde Bull Ring
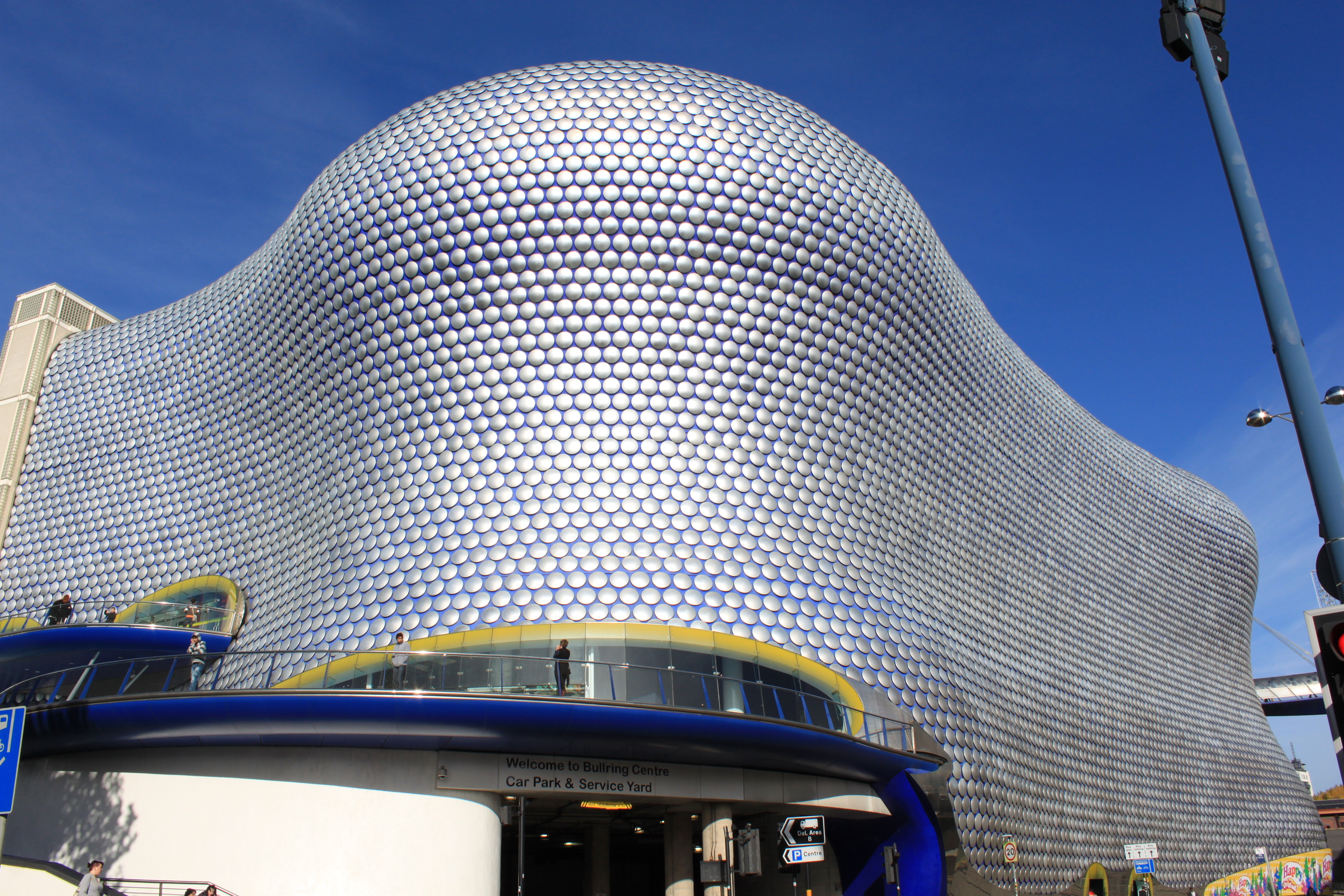
Vista del edificio a nivel de calle
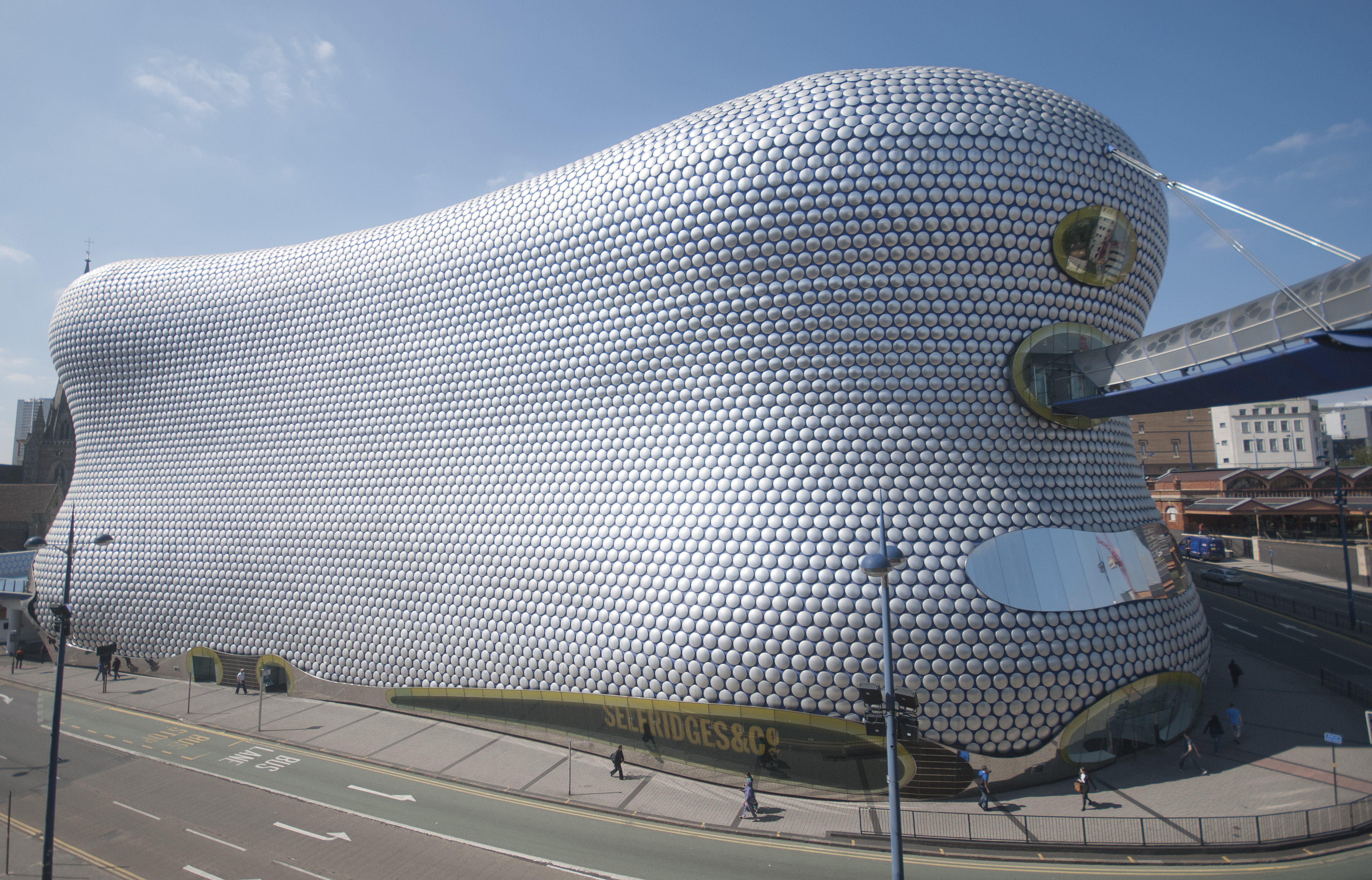
Vista desde el aparcamiento de Park Street
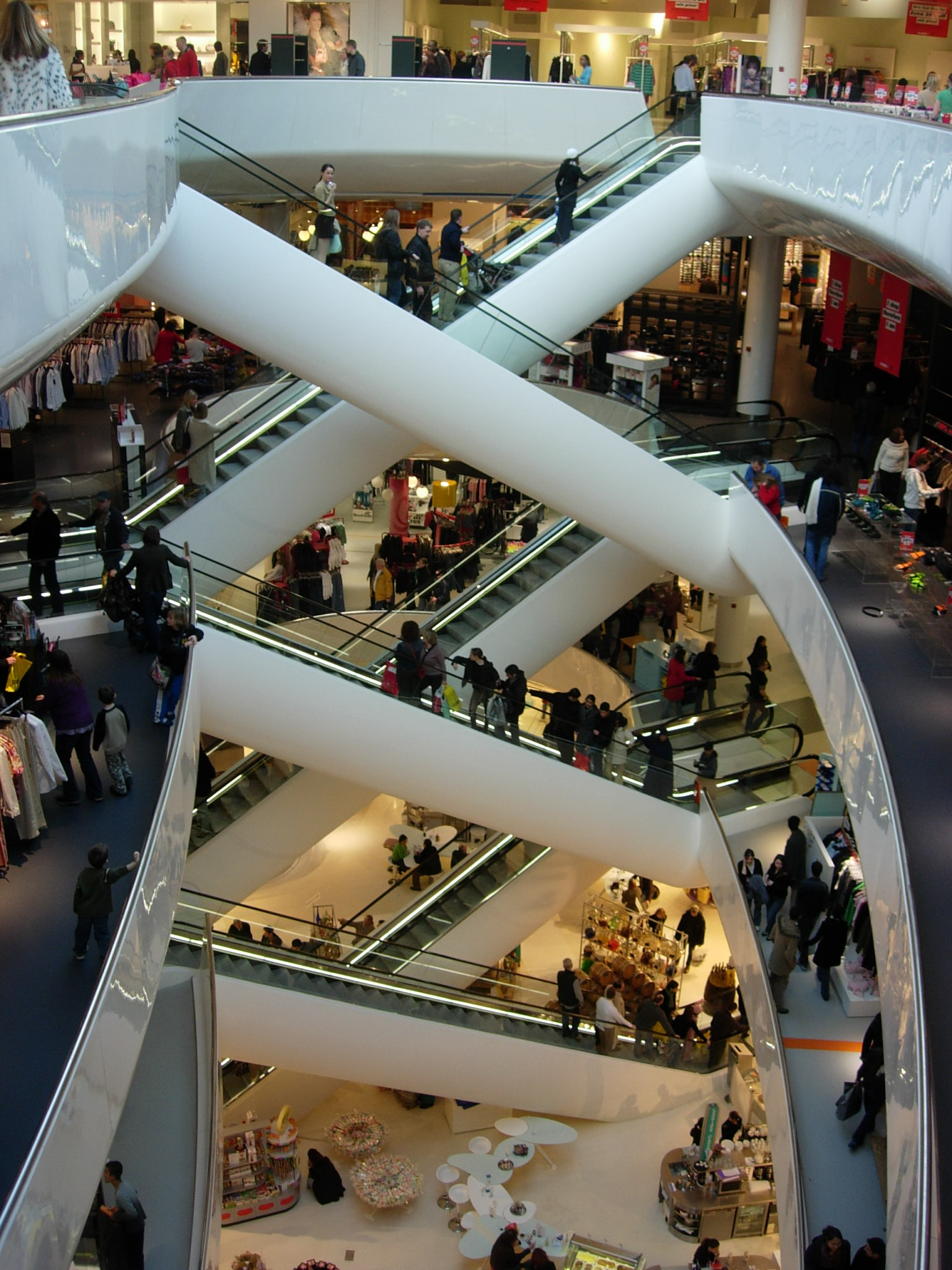
Escaleras mecánicas del interior